# Lierelva
Lierelva rinner i dalgången från Sylling i Liers kommun till Drammensfjorden i Drammens kommun i Buskerud fylke i Norge.
Utloppets geografiska läge: 59°44′54″N 10°17′00″Ö / 59.74833°N 10.28333°Ö
Lierelva är en typisk öringälv och är bevattningskälla för lantbruket på älvens båda sidor. Vid översvämning efterlämnar älven stora skador i form av förstörda grödor och bortspolad matjord.
En hög grad av bakterier och erosionsmassor bidrar till att vattnet i den nedre delen i perioder har för dålig kvalitet för att duga till bevattningsvatten.
Lier kommun, Fylkesmannen i Buskerud, Norges vassdrags- og energiverk med flera har gått samman för att förbättra vattenkvaliteten i älven. En åtgärd är att stensätta älvsbanken. Andra åtgärder som provtagning av vattenkvaliteten, klippning av vattenvegetation och restaurering av ett tillflöde är under arbete. Speciell uppföljning av licenser och utsläppstillstånd, och krav på miljöplaner från alla verksamheter i området ska göras.